# Анастасиос Вафиадис
Анастасиос Вафиадис (на гръцки: Αναστάσιος Βαφειάδης) е гръцки революционер от XIX век.

## Биография
Анастасиос Вафиадис е роден в Магарево или в Битоля, тогава в Османската империя.
Заминава за Атина, където следва в университета и се сприятелява със Зисис Сотириу, ветерен от Гръцката война за независимост. Двамата се присъединяват към Гръцкия легион, с който участват като доброволци в отряда на Джузепе Гарибалди. Вафиадис участва в сицилианската експедиция и в сражението при Калатафими през май 1860 година.
След завръщането си в Гърция, Анастасиос Вафиадис играе основна роля във формирането на революционни идеи в страната. През 1866 година организира доброволческа чета, с която се прехвърля на Крит, за да вземе участие в избухналото въстание. Убит е в сражение с турски войски на 12 октомври 1866 година във Вафес на Крит. Синът му Димитриос Вафиадис е гръцки просветен деец в Македония и взима участие в Пихеоновата афера в 1887 година.